# Kasten bei Böheimkirchen
Kasten bei Böheimkirchen är en ort och kommun  i Österrike. Den ligger i distriktet Sankt Pölten-Land i förbundslandet Niederösterreich, 40 kilometer väster om huvudstaden Wien.
Kommunen består av 17 orter (Ortschaften) (inom parentes invånarantal 1 januari 2024):

- Baumgarten bei Kasten (67)
- Berg (23)
- Braunsberg (2)
- Damberg (12)
- Dörfl bei Kasten (76)
- Fahrafeld (228)
- Gwörth (20)
- Hummelberg bei Kasten (10)
- Kasten bei Böheimkirchen (478)
- Kirchsteig (30)
- Kronberg (18)
- Lanzendorf bei Kasten (46)
- Lielach (13)
- Mitterfeld (255)
- Stallbach (78)
- Steinabruck (84)
- Wallenreith (0)